# Албезе кон Касано
Албѐзе кон Каса̀но (на италиански: Albese con Cassano; на ломбардски: Albes e Casan, Албез е Касан) е община в Северна Италия, провинция Комо, регион Ломбардия. Административен център на общината е село Албезе (на италиански: Albese), което е разположено на 402 m надморска височина. Населението на общината е 4228 души (към 2017 г.).